# Pia Lindström
Pia Friedel Lindström (* 20. September 1938 in Stockholm) ist eine schwedisch-US-amerikanische Journalistin und Schauspielerin.

## Leben und Karriere
Sie entstammt der ersten Ehe der Schauspielerin Ingrid Bergman mit dem Neurochirurgen Petter Aron Lindström. Lindström wuchs in Beverly Hills auf, nachdem ihre Mutter in Hollywood Karriere machte. Nachdem ihre Mutter 1950 bei Dreharbeiten eine Affäre mit dem italienischen Regisseur Roberto Rossellini eingegangen war und Lindström verlassen hatte, sah Pia Lindström ihre Mutter insgesamt acht Jahre nicht, was sie im Nachhinein als sehr leidensvoll beschrieb. Nach dem Besuch des Mills College studierte sie an der Stanford University und der New York University.
Im Anschluss schlug sie eine Karriere als Fernsehjournalistin ein. Sie war Reporterin und Anchorwoman des US-amerikanischen Nachrichtenkanals NBC Channel 4 News und war für den Sender als Theater- und Kunstkritikerin tätig. Für ihre Arbeit wurde sie mit zwei Emmys sowie den Associated Press Broadcasters Award ausgezeichnet. Bei einem New Yorker Sender war sie für 23 Jahre die Nachrichtensprecherin.
Neben ihrer journalistischen Tätigkeit war Lindström wiederholt in kleineren Rollen in europäischen Produktionen als Schauspielerin zu sehen, darunter Hochzeit auf italienisch (Matrimonio all'italiana, 1964) und Die Gespielinnen (Le fate, 1966). Später war sie Autorin und Mitproduzentin an dem Dokumentarfilm Unvergessliche Ingrid Bergman (Ingrid Bergman Remembered, 1996) über ihre Mutter.
Lindström ist seit 2001 mit dem Staatsanwalt John H. Carley verheiratet. Aus ihrer Ehe mit Joseph Daly hat sie zwei erwachsene Söhne Justin und Nicholas Daly.